# Vještice (glazbeni sastav)
Vještice su etno-rock grupa iz Zagreba, stila koji miješa etno zvukove i napjeve na podlozi od rocka (danas takav i slične izričaje objedinjuje termin "world music"). 

## Povijest
Godine 1987., nakon odlaska iz Haustora, basist i kreativna snaga sastava, Srđan Sacher odlučio je oformiti novi sastav. Pridužili su mu se Boris Leiner, član Azre i Mladen Juričić, član Filma. Bila je to grupa sastavljena od bivših članova i kreativaca tri važna, popularna zagrebačka sastava novog vala, koji su u to vrijeme ipak bili na kreativnom zalasku.
Vještice počinju skladati nove zvukove koji su bili njihova vizija miksa pop glazbe i world musica, gdje su obrađivali i hrvatske narodne pjesme.
Često nastupali i van granica tadašnje Jugoslavije. 
Sastav predvodi Samuel (Srđan) Sacher, jedan od plodnijih hrvatskih autora. "Totalno drukčiji od drugih", "Ljubav se ne trži", "Da li su to bili topovi ili lupa moga srca", "Nema mjesta suzama", "Neobičan dan" samo su neki od hitova Vještica. 
Brojne europske turneje, nastupi i nagrade na europskim etno-festivalima, te koncerti "Rock Against The War" u Pragu i Berlinu koje je prenosio MTV, razlog su što su prvi hrvatski sastav upisan u svjetsku glazbenu internet enciklopediju allmusic.com. Svirali su "world music" deset godina prije razbuktavanja tog žanra.

## Članovi
| - Samuel (Srđan) Sacher – bas-gitara, vokal - Boris Leiner – bubnjevi, vokal - Miljan Bakić – gitara, vokal - Igor Barić – violina - Nimai Roy – tabla - Janko Novoselić – bubnjevi, vokal - Jurij Novoselić – alt saksofon - Jurica Jelić – fretless gitara | - Hrvoje (Nikša) Nikšić – klavijature - Mladen (Max) Juričić – gitara, vokal - Zvonimir Bučević Buč – bas-gitara - Ivan Androić – siku, kena - Frano Đurović – klavijature - Stanko Kovačić – bas-gitara - Mateo Martinović – klavijature - Tihomir Novak – kontrabas |

## Diskografija
Studijski albumi
- Totalno drukčiji od drugih (1989., Jugoton), (1997., Croatia Records, reizdanje)
- Bez tišine (1991., Plavi Pilot), (1998., Dallas Records, reizdanje)
- Kradljivci srca (1996., Crno Bijeli Svijet)

Albumi uživo
- Live in Schwarzwald (1991., Combat Rock Records)
- Djevojke u ljetnim haljinama volim - live (1995., Crno Bijeli Svijet)

Singlovi
- Totalno drukčiji od drugih (1989., Jugoton)
- Ajmo se di bilo, curica (2012., IDMMusic)
- Poljubi me N.A.T.O. (2013., IDMMusic)
- Takva stvar da je stavi se na usta (2013., IDMMusic)

## Vanjske poveznice
- Allmusic Vještice